# Microrégion de Capelinha
 (février 2025).
Si vous disposez d'ouvrages ou d'articles de référence ou si vous connaissez des sites web de qualité traitant du thème abordé ici, merci de compléter l'article en donnant les références utiles à sa vérifiabilité et en les liant à la section « Notes et références ».
La microrégion de Capelinha est l'une des cinq microrégions qui subdivisent la mésorégion du Jequitinhonha, dans l'État du Minas Gerais au Brésil.
Elle comporte 14 municipalités qui regroupaient 196 571 habitants en 2006 pour une superficie totale de 12 012 km2.

## Municipalités[1]
- Angelândia
- Aricanduva
- Berilo
- Capelinha
- Carbonita
- Chapada do Norte
- Francisco Badaró
- Itamarandiba
- Jenipapo de Minas
- José Gonçalves de Minas
- Leme do Prado
- Minas Novas
- Turmalina
- Veredinha